# Leptoteratura lamellata
Leptoteratura lamellata är en insektsart som beskrevs av Mao, S.-l. och F-m. Shi 2007. Leptoteratura lamellata ingår i släktet Leptoteratura och familjen vårtbitare. Inga underarter finns listade i Catalogue of Life.